# Viborg Amt
Viborg Amt byl dánský okres. Ležel v severozápadní části Jutského poloostrova. Hlavní město bylo Viborg.

## Města a obce
(počet obyvatel k 1. červnu 2005)
| - Bjerringbro (13 916) - Fjends (8 225) - Hanstholm (5 758) - Hvorslev (6 978) - Karup (6 701) - Kjellerup (14 009) - Morsø (22 450) - Møldrup (7 673) | - Sallingsund (6 064) - Skive (27 941) - Spøttrup (7 873) - Sundsøre (6 406) - Sydthy (11 225) - Thisted (29 072) - Tjele (8 653) - Viborg (44 056) - Ålestrup (7 607) |